# Hippolyte de Béthune (1643-1720)
Pour les articles homonymes, voir Hippolyte de Béthune, Famille de Béthune et Bethune.
Hippolyte de Béthune, né en 1643 et mort le 28 août 1720, âgé de 77 ans, est un prélat catholique français des XVIIe et XVIIIe siècles. Il est évêque de Verdun pendant près de quarante ans, de 1680 à sa mort.

## Biographie
Fils d'Hippolyte de Béthune (1603-1665), comte de Selles puis de Béthune et d'Anne-Marie de Beauvillers, il descend d'une branche cadette de la Maison de Béthune, une puissante famille de la noblesse française et européenne. Son père est le neveu de Sully qui se distingue au service d'Henri IV.
Il est le frère de Armand de Béthune, évêque du Puy et de Marie de Béthune, épouse de François de Rouville, sous-lieutenant de la compagnie des Gendarmes de la Reine. Sœur avec laquelle ils passent devant les notaires  de Verdun: Mangin et Baudoin le 30 septembre 1703 un contrat donnant aux pauvres malades et saint de la paroisse Saint-Hermeland de Bagneux, une maison qui leur appartenait.
Comme de nombreux cadets de familles nobles il a le choix entre la carrière des armes ou le service de l'Église. Il opte pour cette seconde voie et étudie la philosophie et la théologie. Il obtient son doctorat de théologie à l'université de Bourges et à Paris son baccalauréat de droit canon en 1669. Il est commendataire de Beaupré, diocèse de Toul depuis 1666. Il est ordonné prêtre par son frère l'évêque du Puy en avril 1671 et devient aumônier de la reine Marie-Thérèse d'Autriche, il est enfin nommé par le roi évêque de Verdun en 1680, confirmé le 23 juin 1681 et consacré en août suivant
Pendant son long épiscopat il poursuit  la politique pro-janséniste de son prédécesseur. Le séminaire de son diocèse est longtemps dirigé par un clerc janséniste, Louis Habert et en 1718, Hippolyte de Béthune prend fait et cause contre la bulle Unigenitus après avoir chassé les Jésuites de son diocèse en 1715.
Il est mort le 28 août 1720.

## Source
- Roman d'Amat, « Béthune (Hyppolite de) » dans Dictionnaire de biographie française, vol. 6, Paris, 1954 [détail des éditions] , col. 350-1